# Người đàn ông trên gờ tường
Người đàn ông trên gờ tường (tựa gốc tiếng Anh: Man on a Ledge) là một bộ phim hành động của điện ảnh Mỹ, công chiếu vào tháng 1 năm 2012. Phim do Asger Leth đạo diễn, có sự tham gia của Sam Worthington, Elizabeth Banks, Jamie Bell, Genesis Rodriguez, Ed Harris và Anthony Mackie.

## Nội dung
Ở thành phố New York, Nick Cassidy (Sam Worthington) vào đăng ký phòng tại Khách sạn Roosevelt với cái tên giả Walker, anh đi lên phòng của mình trên tầng 21 và trèo qua cửa sổ đứng trên gờ tường bên ngoài căn phòng, dường như đã sẵn sàng để nhảy lầu tự tử. Đám đông bên dưới thấy vậy liền gọi cảnh sát, Thám tử Dante Marcus (Titus Welliver) lo giữ trật tự đám đông trong khi Thám tử Jack Dougherty (Edward Burns) cố gắng nói chuyện với Nick. Tuy nhiên, Nick yêu cầu đàm phán với Thám tử Lydia Mercer (Elizabeth Banks), người còn đang ngủ tại nhà, trước đây cô từng thất bại trong việc thuyết phục một cảnh sát muốn tự tử. Lydia đến phòng khách sạn để đàm phán với Nick và thu thập được vân tay của anh từ một điếu thuốc họ cùng hút. Dougherty đã cho phân tích và phát hiện ra rằng Nick là một cựu cảnh sát, từng bị bắt vì tội ăn cắp một viên kim cương trị giá 40 triệu USD của gã doanh nhân David Englander (Ed Harris). Nick bị kết án 25 năm tù nhưng đã trốn thoát sau khi được phép về dự tang lễ của bố mình. Nick đã không cam chịu và khẳng định Englander đã vu khống anh ăn cắp viên kim cương để hắn nhận được tiền bảo hiểm bị mất tài sản trên bờ vực sắp phá sản vì kinh doanh thua lỗ.
Lực lượng cảnh sát không biết rằng Nick đang làm họ xao lãng trong khi em trai anh là Joey Cassidy (Jamie Bell), và bạn gái của Joey, Angie (Genesis Rodriguez), đang đột nhập vào kho chứa tài sản của Englander ở con phố gần đó để ăn cắp viên kim cương và chứng minh Nick vô tội. Trong khi đó, Dougherty thông báo với Marcus về danh tính của Nick, và Marcus ra lệnh kiểm tra hệ thống an ninh trong kho chứa tài sản của Englander. Joey và Angie né tránh nhân viên bảo vệ bằng cách trốn trên lỗ thông gió, nhưng không tìm thấy viên kim cương. Cả hai tạo ra tiếng chuông báo động để lừa Englander vào lấy viên kim cương từ một cái két bí mật khác và phục kích hắn trong phòng riêng, dùng súng uy hiếp hắn để chiếm đoạt viên kim cương. Trong khi đó, Nick gặp lại cộng sự cũ của mình, Thám tử Mike Ackerman (Anthony Mackie), người đến khách sạn với bằng chứng cho thấy Nick đang lên kế hoạch nguy hiểm và yêu cầu được lên phòng của Nick. Lydia không tin tưởng Ackerman, và Dougherty ủng hộ cô. Ackerman nói rằng anh đã tìm thấy sơ đồ chế tạo bom trong kho chứa hàng của Nick và tin rằng Nick sẽ kích hoạt quả bom ở một nơi nào đó. Trong khi đám đông được sơ tán bởi đội gỡ bom, Lydia, tin tưởng vào sự vô tội của Nick, gọi cho Cục Thanh tra Nội bộ và phát hiện ra rằng có ba người cảnh sát tham nhũng làm việc cho Englander, đó là Ackerman, Marcus và một sĩ quan đã chết tên Walker.
Lực lượng cảnh sát cho một đội đặc nhiệm đu dây xuống gờ tường để bắt Nick ra khỏi gờ tường, nhưng Nick chống lại đội đặc nhiệm rồi bỏ chạy vào trong khách sạn. Englander gọi cho Marcus, một trong những người đã giúp hắn gài bẫy Nick, để nhờ Marcus bắt giữ Joey và Angie, nhưng cả hai đã đưa viên kim cương cho một người hướng dẫn trong khách sạn, và sau đó Nick đã nhận được viên kim cương từ người này, anh bị đội đặc nhiệm truy đuổi qua nhiều phòng trong khách sạn. Marcus truy đuổi Nick lên sân thượng và cho một sĩ quan đặc nhiệm áp giải Lydia xuống tầng dưới. Englander đưa Joey và Angie đến, hắn đe dọa ném Joey khỏi sân thượng nếu Nick không giao nộp viên kim cương. Nick buộc phải đưa viên kim cương cho Englander và hắn liền rời khỏi đó. Trong khi đó, Lydia thoát khỏi người sĩ quan đặc nhiệm và chạy trở lại sân thượng. Marcus cố gắng bắt buộc Nick nhảy khỏi sân thượng, nhưng Ackerman đến và bắn Marcus, Ackerman cũng bị trúng đạn của Marcus. Nick chạy đến bên Ackerman, Ackerman xin lỗi Nick và nói rằng anh không biết chuyện Englander gài bẫy Nick. Marcus vẫn còn sống nhờ mặc áo chống đạn và chuẩn bị giết Nick, may mắn là Lydia đến kịp thời bắn hắn bị thương nhưng không giết hắn. Nick liều lĩnh nhảy từ trên sân thượng xuống một đệm hơi được đặt trước đó bởi lực lượng cảnh sát, anh đuổi theo bắt Englander và lấy viên kim cương ra khỏi người hắn, đưa nó ra trước mặt những người phóng viên. Englander bị bắt giữ, Nick được chứng nhận vô tội và được trả tự do. Sau đó, Nick gặp Joey, Angie, và Lydia tại một quán bar thuộc sở hữu của ông Frank Cassidy (William Sadler) - bố của hai anh em Nick và cũng là người làm giả cái chết của chính mình để giúp Nick có cớ xin nhà tù cho về dự tang lễ rồi trốn thoát. Ông Frank cũng chính là người hướng dẫn trong khách sạn. Joey cầu hôn Angie với một chiếc nhẫn kim cương ăn cắp từ kho tài sản của Englander, và tất cả mọi người cùng nhau nâng ly chúc mừng cặp đôi.

## Diễn viên
- Sam Worthington vai Nick Cassidy
- Elizabeth Banks vai Lydia Mercer
- Jamie Bell vai Joey Cassidy
- Genesis Rodriguez vai Angela "Angie" Maria Lopez
- Ed Harris vai David Englander
- Anthony Mackie vai Mike Ackerman
- Titus Welliver vai Dante Marcus
- Edward Burns vai Jack Dougherty
- William Sadler vai Frank Cassidy / Người hướng dẫn
- Kyra Sedgwick vai Suzie Morales
- Felix Solis vai Nestor

## Thực hiện
Ngày 3 tháng 9 năm 2010, nó đã được xác nhận rằng Jamie Bell đã tham gia diễn xuất. Bộ phim bắt đầu cảnh quay tại thành phố New York vào ngày 30 tháng 10. Vào ngày 1 tháng 11, nó đã được xác nhận rằng Ed Harris và Titus Welliver đã tham gia diễn xuất.
Hình ảnh đầu tiên trong phim đã được xuất hiện ngày 2 tháng 11 năm 2010. Áp phích quảng cáo đầu tiên cho bộ phim được phát hành vào ngày 5 tháng 11 năm 2010. Đoạn trailer đầu tiên được phát hành bởi hãng Summit Entertainment vào ngày 22 tháng 9 năm 2011. Bộ phim được phân phối bởi hãng Summit Entertainment và E1 Entertainment.

## Đánh giá
Bộ phim nhận được đánh giá tiêu cực từ các nhà phê bình. Trên Rotten Tomatoes, bộ phim giữ quan điểm tích cực chỉ 31% (54% từ khán giả) dựa trên 145 đánh giá.
Bộ phim được xếp hạng thứ 5/10 trong các phòng vé với doanh thu thấp 8.300.000 USD trong tuần đầu công chiếu. Nhìn chung, bộ phim chỉ thu về hơn 42.000.000 USD ngân sách.

## DVD và Blu-ray
Đĩa DVD và Blu-ray được phát hành tại Hoa kỳ vào ngày 29 tháng 5 năm 2012.